# Allen Fox
Allen Fox (n, 25 de junio de 1939) es un jugador estadounidense de tenis. En 1960 y 1961 llegó a cuarta ronda del US Open. En 1965 llegó a cuartos de final de Wimbledon. En 1961 ganó el Masters de Cincinnati.